# 柳延人
柳 延人(やなぎ のぶと)は、日本の美容師、ヘアメイクアップアーティストである。モデル、タレント、V系アーティスト、渋谷系GALなどのヘアメイク経歴を持ち、美容学校、ヘアメイクスクールの講師としてのキャリアも長い。
最プロデュースコスメブランド「Evangelist」が@cosmeで口コミランキング1位を獲得。他、内側からも外側からもキレイになる「インナーバットコスメティック」セミナー講演を行なっている。

## 来歴
1964年10月6日に生まれ、1985年にカネボウ総合美容学校卒業、美容室「ビューティーサロン紫生穂」入社、1986年に美容師免許を修得する。
1988年にアメリカで活動を始め、1989年に帰国してフリーランスのヘアメイクアップアーティストとして活動を始め、1990年に株式会社ウィローを創業し、以後ヘアメイクアップアーティスト兼美容研究家として活動する。
美容研究家、創作アーティストとして独自のヘアメイク理論を提唱し、自社化粧品をプロデュースやコンサルティングする。株式会社ブレアが運営するブレア学園の学院長として、各種および専修学校で美容師らの育成に携わる。

## 実績

### ヘアメイク
- 少年隊
- LOUDNESS
- Laputa
- aki
- PIERROT
- キリト
- Angelo
- JILS
- kαin
- YUKIYA
- ジャンヌダルク
- 雅-MIYAVI-
- Kagrra
- ナイトメア
- シド
- Phantasmagoria
- ヨシケン
- SION
- 村上ポンタ秀一
- 佐山雅弘
- 東京エスムジカ
- 松田樹利亜
- KOTO
- 中川晃教
- ピストルバルブ
- こだまさおり
- 蝸牛
- SWEETVACATION
- 稲垣美穂子
- 小川和隆
- 中村明一
- 響道宴
- 黒田月水

他多数

### 雑誌
- 女性自身
- 週刊アスキー
- カタログハウス
- マリアージュ
- 東京ウォーカー
- 横浜ウォーカー
- 千葉ウォーカー
- Cheers
- Life up
- フールズメイト
- SHOXX
- Zy
- CDでーた
- CD HITS
- ARENA37℃
- uv
- 音楽と人
- ロッキンf
- R&R newsmaker
- ROCK＆READ

### 舞台
- 月組｢シンデレラ ロック｣
- 花組｢ルードヴィッヒⅡ世｣
- HEART of GOLD?百年の孤独
- himself
- ファーブルの昆虫記
- 不思議の国のアリスのマッチ売り
- ファイティングベイビー
- 白姫伝説
- 蒲田行進曲
- 新撰組
- シンドバットの大冒険
- グインサーガ外伝
- 白いライオン

### CM・広告
- 東京都宝くじ
- 国民金融公庫
- 横浜銀行
- 永谷園

### TV
- ザ・ベストハウス123 (フジテレビ)
- 笑っていいとも (フジテレビ)
- ミュージックステーション (テレビ朝日)
- うたばん (TBS)

### メディア出演
- TBS系 はなまるマーケット｢メイクマジック10ミニッツ｣
- テレビ朝日系｢うるおい宣言！｣ (メイクアップバトルコーナー)
- CTC｢girls gate｣イオンドライヤーCM
- 住商テレビショッピング
- アメスタ｢キリトの日刊思考回路 日曜版｣アシスタントパーソナリティー

### 出版
- 写真集「Nudist」